# Zespół Szkół Budowlano-Elektrycznych w Świdnicy
Zespół Szkół Budowlano–Elektrycznych im. Jana III Sobieskiego w Świdnicy – szkoła ponadgimnazjalna w Świdnicy, w skład której wchodzą:
- Technikum nr 4
- Branżowa Szkoła I Stopnia Nr 2

Szkoła należy do najstarszych placówek oświatowych na terenie Dolnego Śląska, ponieważ jej historia sięga 1947 roku. W czasie swojej długoletniej pracy dydaktycznej zmieniała swój profil kształcenia dostosowując go do zmieniających się potrzeb rynku pracy.

## Historia
- 1947 – Powstanie Gimnazjum Przemysłowo-Kamieniarskiego w Chęcinach
- 1948 – Przeniesienie siedziby Gimnazjum do Jawora
- 1950 – Przemianowanie 3-letniego Gimnazjum Przemysłowo-Kamieniarskiego w 2-letnią Zasadniczą Szkołę Przemysłu Kamieniarskiego
- 1957 – Przeniesienie szkoły do Piławy Górnej i nadanie nazwy – Szkoła Rzemiosł Budowlanych
- 1960 – Czwarta w historii szkoły przeprowadzka, tym razem do Świdnicy na ul. Traugutta 7, gdzie placówka funkcjonuje jako – Szkoła Rzemiosł Budowlanych
- 1964 – Uruchomienie Technikum Budowlanego przy ul. H. Sawickiej 37/39 (dzisiejsza Wałbrzyska 35-37)
- 1966 – Połączenie Szkoły Rzemiosł Budowlanych z Technikum Budowlanym
- 1972 – Przyłączenie do szkoły funkcjonującego na ul. Przyjaciół Żołnierza Technikum Elektrycznego
- 1975 – Nadanie szkole nazwy Zespół Szkól Zawodowych nr 2
- 1984 – Zmiana nazwy na Zespół Szkół Budowlano–Elektrycznych i nadanie imienia Jana III Sobieskiego
- 1987 – I Zjazd absolwentów z okazji 40-lecia szkoły
- 1992 – Pozyskanie budynku przy ul. Ofiar Oświęcimskich 3-5
- 1993 – Podpisanie deklaracji współpracy z Karl–Arnold–Schule w Biberach an der Riß (Niemcy) oraz Clement Adler Tournan-en-Brie z Francji
- 1997 – II Zjazd Absolwentów z okazji 50-lecia szkoły
- 2003 – Obchody 10-lecia partnerstwa ZSB-E i Karl-Arnold-Schule z Biberach
- 2003 – Po raz pierwszy szkoła znalazła się wśród najlepszych szkół w Polsce w rankingu tygodnika Perspektywy, stając się tym samym najlepszą szkołą.
- 2006 – Rozpoczyna pracę Szkoła Policealna dla Dorosłych w systemie zaocznym
- 2007 – Powrót do tradycyjnych kierunków kształcenia w Technikum, Zasadniczej Szkole Zawodowej i Szkole Policealnej
- 2003-2007 – Pozyskanie 5 nowych pracowni komputerowych – ZSB-E staje się najlepiej wyposażoną szkołą w komputery na Dolnym Śląsku
- 2007 – III Zjazd Absolwentów z okazji 60-lecia szkoły
- 2017 – IV Zjazd Absolwentów z okazji 70-lecia szkoły

## Kierunki kształcenia
Technikum:
- technik elektryk
- technik budownictwa
- technik informatyk
- technik elektronik
- technik programista
- technik urządzeń i systemów energetyki odnawialnej[1]

Branżowa Szkoła I Stopnia Nr 2:
- monter sieci i instalacji sanitarnych
- monter zabudowy i robót wykończeniowych w budownictwie[1]